# Obrotowy most kolejowy w Gdańsku
Obrotowy most kolejowy nad Martwą Wisłą – jednotorowy, 3-przęsłowy, stalowy most nad Martwą Wisłą w Gdańsku. Rozebrany w 2016 roku.
Most znajdował się w Gdańsku między dzielnicami Stogi i Rudniki. Zlokalizowany był równolegle do mostu wantowego drogowego im. Jana Pawła II w ciągu trasy mjr. Henryka Sucharskiego.
5 maja 1922 z nieznanych przyczyn na otwarty most wjechała lokomotywa, co spowodowało jej wpadnięcie do Wisły, w wyniku czego maszynista poniósł śmierć na miejscu. Wrak wyciągnięto z dna rzeki dopiero 12 maja.

## Budowa
Most składał się z trzech przęseł. Dwa skrajne przęsła były kratownicowe, a środkowe (obrotowe) blachownicowe. Przęsła wsparte były na trzech betonowych filarach i przyczółkach. Środkowy filar, największy z nich, stanowił oś obrotu obracanego przęsła mostu. Przęsło obrotowe pozostawało unieruchomione od lat 60. XX wieku. 

## Wykorzystanie
Przez most biegła linia kolejowa nr 226. 
Most miał znaczenie strategicznie, gdyż linia 226 jest jedyną linią łączącą Port Północny i wschodnią część portu gdańskiego z resztą kraju. 
Po moście przejeżdżały wyłącznie pociągi towarowe, głównie węglarki z węglem do portu oraz wagony z kontenerami do i z Gdańskiego Terminalu Kontenerowego.
Ruch wodny odbywał się pod przęsłem obrotowym mostu. Informowało o tym właściwe oznakowanie.
Na początku 2015 r. pojawiła się propozycja utworzenia ciągu pieszo-rowerowego na starym moście po zbudowaniu nowego kolejowego. Inicjatorami byli radni z Komisji Zrównoważonego Rozwoju, uzasadniający projekt brakiem ciągu pieszo-rowerowego na pobliskim moście wantowym. Analiza techniczna zakończyła się dla starego mostu wynikiem negatywnym i zrezygnowano z jego przebudowy na rzecz poszerzenia mostu wantowego.

## Likwidacja

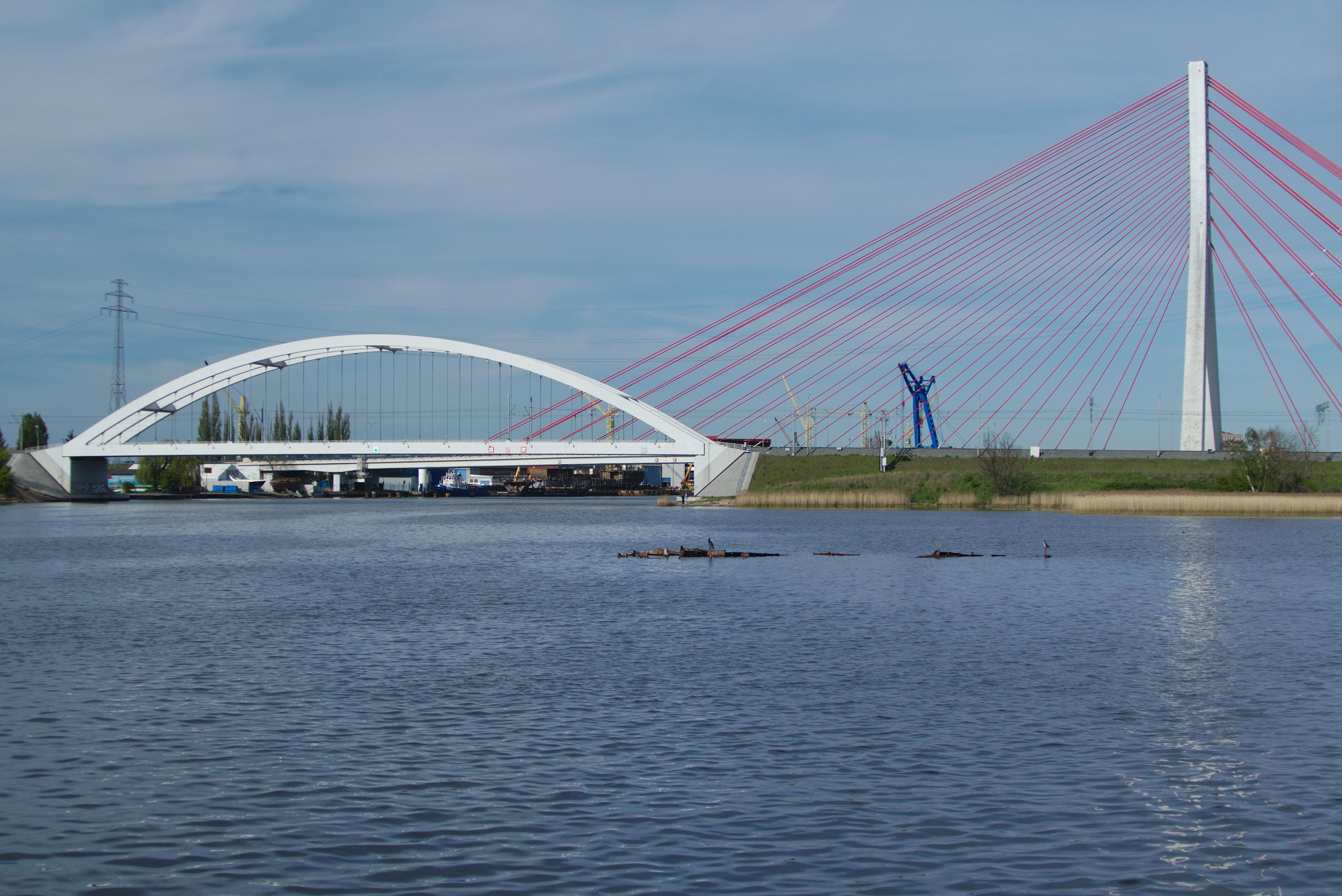
Nowy most nad Martwą Wisłą

W 2014 roku rozpoczęła się modernizacja linii kolejowej nr 226, w efekcie której został wybudowany w miejscu mostu obrotowego jednotorowego nowy most stały dwutorowy. Prace rozbiórkowe starej konstrukcji rozpoczęto w lutym 2016 r. (po otwarciu jednego toru na nowym moście); jeszcze we wrześniu tego samego roku usuwano pozostałości po podporach z dna Martwej Wisły.